# Държавно устройство на Сърбия
Сърбия е парламентарна република.

## Президент
Президентът се избира за срок от 5 години.

## Изпълнителна власт
Правителството на Сърбия е основен елемент на изпълнителната власт в страната, тя се ръководи от министър-председателя (Премиер). Премиерът е избран от Народното събрание по предложение на председателя, който определя имената на министър-председателя, след разговори с всички парламентарни лидери. Министри са назначени от министър-председателя и потвърдени от парламента.

## Законодателна власт
Народното събрание на Сърбия има 250 души, избрани за 4-годишен мандат с 5% изборна бариера, която обаче не се прилага за партии на етническите малцинства. Сърбия има многопартийна система.